# José Herrera (calciatore 2003)
José Orlando Herrera Taborga (Cobija, 9 marzo 2003) è un calciatore boliviano, centrocampista del Bolívar e della nazionale boliviana.

## Carriera

### Nazionale
Ha esordito con la nazionale boliviana il 29 marzo 2022, nella partita di qualificazione al Mondiale 2022 persa per 0-4 contro il Brasile, pochi giorni dopo aver ottenuto la prima convocazione con la Verde.

## Statistiche

### Cronologia presenze e reti in nazionale
| Cronologia completa delle presenze e delle reti in nazionale ― Bolivia | Cronologia completa delle presenze e delle reti in nazionale ― Bolivia | Cronologia completa delle presenze e delle reti in nazionale ― Bolivia | Cronologia completa delle presenze e delle reti in nazionale ― Bolivia | Cronologia completa delle presenze e delle reti in nazionale ― Bolivia | Cronologia completa delle presenze e delle reti in nazionale ― Bolivia | Cronologia completa delle presenze e delle reti in nazionale ― Bolivia | Cronologia completa delle presenze e delle reti in nazionale ― Bolivia |
| Data                                                                   | Città                                                                  | In casa                                                                | Risultato                                                              | Ospiti                                                                 | Competizione                                                           | Reti                                                                   | Note                                                                   |
| ---------------------------------------------------------------------- | ---------------------------------------------------------------------- | ---------------------------------------------------------------------- | ---------------------------------------------------------------------- | ---------------------------------------------------------------------- | ---------------------------------------------------------------------- | ---------------------------------------------------------------------- | ---------------------------------------------------------------------- |
| 29-3-2022                                                              | La Paz                                                                 | Bolivia                                                                | 0 – 4                                                                  | Brasile                                                                | Qual. Mondiali 2022                                                    | -                                                                      | 45’                                                                    |
| Totale                                                                 |                                                                        | Presenze                                                               | 1                                                                      |                                                                        | Reti                                                                   | 0                                                                      |                                                                        |